# NGC 3583
NGC 3583 (другие обозначения — UGC 6263, MCG 8-21-8, ZWG 242.12, IRAS11113+4835, PGC 34232) — спиральная галактика с перемычкой (SBb) в созвездии Большая Медведица.
Этот объект входит в число перечисленных в оригинальной редакции «Нового общего каталога».
В галактике вспыхнула сверхновая SN 1975P. Её пиковая видимая звёздная величина составила 15